# Endó Jukio
Endó Jukio (遠藤 幸雄; Hepburn: Endō Yukio; Akita, 1937. január 18. – 2009. március 25.) többszörös olimpiai és világbajnok japán szertornász. 1999-ben bekerült a Tornászok Nemzetközi Hírességeinek Csarnokába.

## Élete és pályafutása
Családja gyógyszertárat vezetett, Endó 9 éves volt, amikor édesanyja tüdőbajban elhunyt, ekkor árvaházba került. Egyik tanára javaslatára kezdett el sporttal foglalkozni. Példaképe Ono Takasi, többszörös olimpiai bajnok tornász volt. Endót felvették a Tokiói Tanárképző Egyetemre (ma Cukubai Egyetem), ahol Kaneko Akitomo lett az edzője.
Sportolói pályafutása után a tokiói Nihon Egyetemen lett edző, majd professzor. 1972-ben az olimpiai csapatott edzette, később a Japán Olimpiai Bizottság vezetője, valamint a Japán Tornászszövetség alelnöke is volt. 1996-ban megkapta a Hósó (császári) kitüntetést.
Nyelőcsőrákban hunyt el 2009-ben.

### Olimpiai szereplése
| 1964. évi nyári olimpiai játékok                                                      | 1964. évi nyári olimpiai játékok | 1964. évi nyári olimpiai játékok | 1964. évi nyári olimpiai játékok | 1964. évi nyári olimpiai játékok | 1964. évi nyári olimpiai játékok |
| Versenyző                                                                             | Versenyszám                      | Selejtező                        | Selejtező                        | Döntő                            | Döntő                            |
| Versenyző                                                                             | Versenyszám                      | Pontszám                         | Helyezés                         | Pontszám                         | Helyezés                         |
| ------------------------------------------------------------------------------------- | -------------------------------- | -------------------------------- | -------------------------------- | -------------------------------- | -------------------------------- |
| Endó Jukio                                                                            | Talaj                            | 19,40                            | 1.                               | 19,350                           | *                                |
| Endó Jukio                                                                            | Ugrás                            | 19,40                            | 3.                               | 19,075                           | 6.                               |
| Endó Jukio                                                                            | Korlát                           | 19,55                            | 1.                               | 19,675                           |                                  |
| Endó Jukio                                                                            | Nyújtó                           | 19,40                            | 3.                               | 19,050                           | 5.                               |
| Endó Jukio                                                                            | Gyűrű                            | 19,50                            | 1.                               | 19,250                           | 6.                               |
| Endó Jukio                                                                            | Lólengés                         | 18,70                            | 17.                              | kiesett                          | kiesett                          |
| Endó Jukio                                                                            | Egyéni összetett                 |                                  |                                  | 115,95                           |                                  |
| Curumi Súdzsi Endó Jukio Hajata Takudzsi Jamasita Haruhiro Micukuri Takasi Ono Takasi | Csapat összetett                 |                                  |                                  | 577,95                           |                                  |
| 1968. évi nyári olimpiai játékok                                                      |                                  |                                  |                                  |                                  |                                  |
| Endó Jukio                                                                            | Talaj                            | 18,80                            | 11.                              | kiesett                          | kiesett                          |
| Endó Jukio                                                                            | Ugrás                            | 19,00                            | 2.                               | 18,950                           |                                  |
| Endó Jukio                                                                            | Korlát                           | 19,15                            | 9.                               | kiesett                          | kiesett                          |
| Endó Jukio                                                                            | Nyújtó                           | 19,25                            | 7.                               | 19,025                           | 6.                               |
| Endó Jukio                                                                            | Gyűrű                            | 18,95                            | 8.                               | kiesett                          | kiesett                          |
| Endó Jukio                                                                            | Lólengés                         | 18,40                            | 26.                              | kiesett                          | kiesett                          |
| Endó Jukio                                                                            | Egyéni összetett                 |                                  |                                  | 113,55                           | 8.                               |
| Cukahara Micuo Endó Jukio Kató Szavao Kató Takesi Kenmocu Eizó Nakajama Akinori       | Csapat összetett                 |                                  |                                  | 575,90                           |                                  |

* - egy másik versenyzővel azonos eredményt ért el